# Vale do Capão
Vale do Capão är en dal i Brasilien.   Den ligger i delstaten Bahia, i den östra delen av landet, 800 km öster om huvudstaden Brasília.
Trakten runt Vale do Capão består i huvudsak av gräsmarker. Runt Vale do Capão är det mycket glesbefolkat, med 6 invånare per kvadratkilometer.